# Athetis pallustris
Athetis pallustris là một loài bướm đêm thuộc họ Noctuidae. Loài này có ở hầu hết châu Âu, miền nam Urals, miền nam Nga, Ukraina, miền đông Thổ Nhĩ Kỳ, Siberia, vùng Amur, Mông Cổ và miền bắc Trung Quốc.
Sải cánh dài 18–34 mm. Con đực khá lớn hơn. Con trưởng thành bay từ tháng 5 đến tháng 6. Ấu trùng ăn các loại cây lớn chậm như loài Plantago (bao gồm Plantago major).

## Hình ảnh

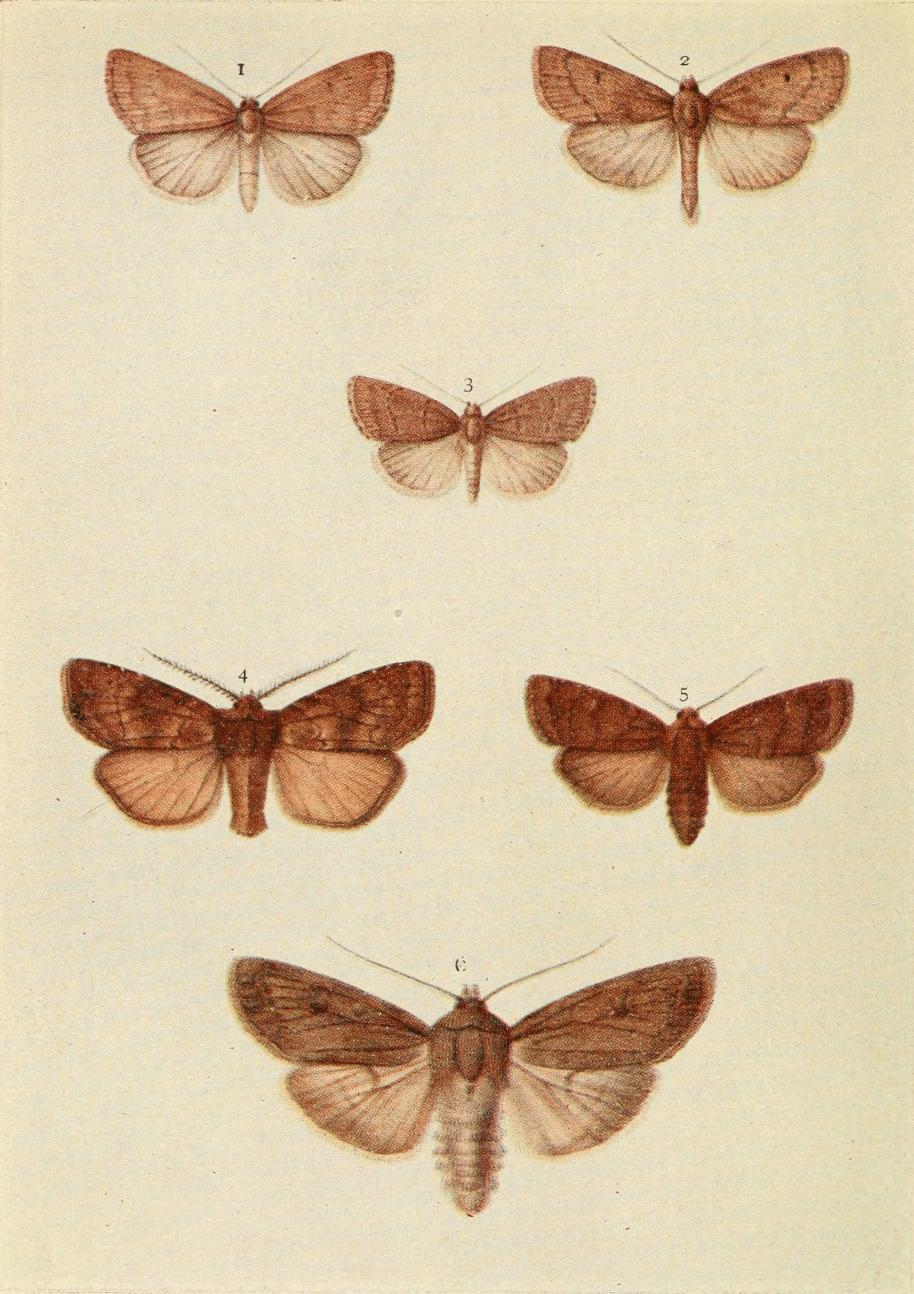